# Никола Карастоянов (революционер)
 Тази статия е за гръцкия андарт.  За българския възрожденец вижте Никола Карастоянов.  
Никола Карастоянов (на гръцки: Νικόλαος Καραστογιάννης, Николаос Карастоянис) е гъркомански революционер, деец на гръцката въоръжена пропаганда в Македония от началото на XX век.

## Биография
Никола Карастоянов е роден в село Петрово, тогава в Османската империя. Присъединява се към гръцката пропаганда като четник в селската чета на Ичо Калинов, а след това е неин ръководител. След това действа като четник на юг в Ениджевардарско в борбата с българските чети.